# Entropia congiunta

Entropie individuali (H(X),H(Y)), congiunte (H(X,Y)), ed entropie condizionali per una coppia di sottosistemi correlati X,Y con mutua informazione I(X; Y).

L'entropia congiunta è una misura dell'incertezza associata ad un insieme di variabili casuali.

## Definizione
L'entropia congiunta di due variabili {\displaystyle X} e {\displaystyle Y} è definita come:
{\displaystyle H(X,Y)=-\sum _{x}\sum _{y}P(x,y)\log _{2}[P(x,y)]\!}
dove {\displaystyle x} e {\displaystyle y} sono valori di {\displaystyle X} and {\displaystyle Y}, rispettivamente, {\displaystyle P(x,y)} è la probabilità che questi due valori valori vengano assunti contemporaneamente dalle variabili e vale:
{\displaystyle \lim _{P(x,y)\to 0}P(x,y)\log _{2}[P(x,y)]=0}.
Per un numero di variabili maggiore di due {\displaystyle X_{1},...,X_{n}} la formula si estende a:
{\displaystyle H(X_{1},...,X_{n})=-\sum _{x_{1}}...\sum _{x_{n}}P(x_{1},...,x_{n})\log _{2}[P(x_{1},...,x_{n})]\!}
in cui {\displaystyle x_{1},...,x_{n}} sono valori rispettivamente di {\displaystyle X_{1},...,X_{n}}, {\displaystyle P(x_{1},...,x_{n})} è la probabilità che questi valori vengano assunti contemporaneamente dalle variabili e vale:
{\displaystyle \lim _{P(x_{1},...,x_{n})\to 0}P(x_{1},...,x_{n})\log _{2}[P(x_{1},...,x_{n})]=0}.

## Proprietà

### Maggiore o uguale delle entropie individuali
L'entropia congiunta di un insieme di variabili è maggiore o uguale rispetto a tutte le entropie individuali delle variabili nell'insieme
{\displaystyle H(X,Y)\geq \max[H(X),H(Y)]}
{\displaystyle H(X_{1},...,X_{n})\geq \max[H(X_{1}),...,H(X_{n})]}

### Minore o uguale alla somma delle entropie individuali
L'entropia congiunta di un insieme di variabili è minore o uguale alla somma delle entropie individuali delle variabili nell'insieme. Questo è un esempio di subadditività. Questa disuguaglianza diventa un'uguaglianza se e solo se {\displaystyle X} e {\displaystyle Y} sono statisticamente indipendenti.
{\displaystyle H(X,Y)\leq H(X)+H(Y)}
{\displaystyle H(X_{1},...,X_{n})\leq H(X_{1})+...+H(X_{n})}

## Relazioni con altre misure di entropia
L'entropia congiunta è utilizzata nella definizione dell'entropia condizionale
{\displaystyle H(X|Y)=H(Y,X)-H(Y)\,}
e della mutua informazione
{\displaystyle I(X;Y)=H(X)+H(Y)-H(X,Y)\,}
Nell'informatica quantistica, l'entropia congiunta è generalizzata nell'entropia quantistica congiunta.